# Feelin' So Good
"Feelin' So Good" (tạm dịch: "Cảm giác Tuyệt vời") là đĩa đơn thứ tư của ca sĩ nhạc Pop Jennifer Lopez và được trích từ album đầu tay của cô, On the 6 (1999). Ca khúc được phát hành tháng 3 năm 2000, với sự góp mặt của hai nghệ sĩ nhạc rap là Big Pun và Fat Joe. Theo quyết định, ca khúc đã từng được lên kế hoạch làm đĩa đơn đầu tay của cô, nhưng lại được thay thế bằng "If You Had My Love". Dù nhận được ít sự đón nhận nhưng từ phía khán giả nhưng các nhà phê bình âm nhạc vẫn đánh giá rất cao ca khúc này này, họ cho rằng đây chính là ca khúc hay nhất trong sự nghiệp của Lopez. Ngoài ra, "Feelin' So Good" còn lấy mẫu nhạc từ bài hát "Set It Off' của Strafe, phát hành vào năm 1984.

## Video ca nhạc
Video này được đạo diễn bởi Paul Hunter và được quay tại quê hương của cô, Bronx vào năm 1999. Đây đồng thời còn là video cuối cùng mà Big Pun tham gia trước trước khi anh bị đau tim và mất vào ngày 7 tháng 2 năm 2000. Video bắt đầu với cảnh Lopez nằm dài trên giường và nghe hai cú điện thoại từ Big Pun và Fat Joe. Cô đã tắt máy, xuống nhà dùng bữa sáng của mình cùng mẹ (đây chính là mẹ thật của cô) và làm những việc vặt hằng ngày của cô như nhặt được tiền trên đường, nhận hóa đơn, gặp bạn bè và mua sắm ở những cửa hàng thời trang.
Cảnh tiếp theo, bạn (thật) của cô đến đón cô ở trước nhà và họ đã bắt một chuyến xe đến câu lạc bộ đêm. Sau đó là một đoạn nhạc không lời được bật khi Lopez và vũ đoàn nhảy theo ca khúc "Soul Makossa". Sau đó, Pun và Joe gặp cô trong câu lạc bộ và hai người đã trình diễn phần rap của mình. Video kết thúc với cảnh cô và bạn bè trở về nhà trên chuyến xe tàu ngầm. Trong khi bạn bè của cô đang vui đùa thì cô lặng lẽ nhìn ra cửa sổ và hát.
Bài hát sau đó đã được trình bày tại chương trình Saturday Night Live vào ngày 5 tháng 2 năm 2000 nhưng không có sự hiện diện của Big Punisher.

## Danh sách ca khúc
Đĩa đơn CD Maxi tại Mỹ
1. "Feelin' So Good" (Thunderpuss Radio Mix) – 3:50
2. "Feelin' So Good" (HQ2 Radio Mix) – 3:45
3. "Feelin' So Good" (Thunderpuss Club Mix) – 9:16
4. "Feelin' So Good" (HQ2 Club Mix) – 7:25
5. "Waiting For Tonight" (Hex's Momentous Club Mix) – 11:17

Đĩa đơn quảng bá tại Mỹ
1. "Feelin' So Good" (Bản chỉnh của Đài phát thanh) – 2:59
2. "Feelin' So Good" (Bản chỉnh của Đài phát thanh thứ 2 cùng Big Pun và Fat Joe) – 3:39

Đĩa đơn 7-inch
A. "Feelin' So Good" (Bad Boy Alternate Mix cùng Big Pun và Fat Joe) – 4:29
B. "Feelin' So Good" (Bản gốc cùng Big Pun và Fat Joe) – 5:30
Đĩa đơn 12-inch
A1. "Feelin' So Good" (Thunderpuss Club Mix) – 9:14
A2. "Feelin' So Good" (HQ2 Club Mix) – 7:25
B1. "Feelin' So Good" (Thunderpuss Tribe-A-Pella) – 6:56
B2. "Feelin' So Good" (Bad Boy Alternate Mix cùng Big Pun và Fat Joe) – 4:29
B3. "Feelin' So Good" (Bản gốc cùng Big Pun và Fat Joe) – 5:30
Đĩa nhạc tại Anh #1
1. "Feelin' So Good" (cùng Big Pun và Fat Joe) – 5:26
2. "Feelin' So Good" (Puffy's Single Mix cùng Big Pun và Fat Joe) – 4:31
3. "If You Had My Love" (Dark Child Master Mix) – 4:25

Đĩa nhạc tại Anh #2
1. "Feelin' So Good" (Bản chỉnh của Đài phát thanh) – 2:59
2. "Feelin' So Good" (HQ2 Club Mix) – 7:25
3. "Waiting for Tonight" (Futureshock Midnight at Mambo Mix) – 8:36

Đĩa đơn tại châu Âu
1. "Feelin' So Good" (Bản chỉnh của Đài phát thanh) – 2:59
2. "Feelin' So Good" (HQ2 Radio Mix) – 3:45

Đĩa đơn châu Âu (Maxi)
1. "Feelin' So Good" (Bản chỉnh của Đài phát thanh) – 2:59
2. "Feelin' So Good" (HQ2 Radio Mix) – 3:45
3. "Feelin' So Good" (Bad Boy Alternate Mix cùng Big Pun và Fat Joe) – 4:29
4. "Feelin' So Good" (Thunderpuss Radio Mix) – 3:50

## Xếp hạng
| Bảng xếp hạng (2000)                     | Vị trí cao nhất |
| ---------------------------------------- | --------------- |
| Úc (ARIA)                                | 20              |
| Bỉ (Ultratop 50 Flanders)                | 42              |
| Bỉ (Ultratop 50 Wallonia)                | 24              |
| Canada (Canadian Hot 100)                | 7               |
| Đức (GfK)                                | 39              |
| Hà Lan (Single Top 100)                  | 32              |
| New Zealand (Recorded Music NZ)          | 11              |
| Thụy Điển (Sverigetopplistan)            | 58              |
| Thụy Sĩ (Schweizer Hitparade)            | 22              |
| Anh Quốc (OCC)                           | 15              |
| Hoa Kỳ Billboard Hot 100                 | 51              |
| Hoa Kỳ Hot R&B/Hip-Hop Songs (Billboard) | 44              |
| Hoa Kỳ Dance Club Songs (Billboard)      | 1               |

| Quốc gia | Tổ chức | Chứng nhận | Số bán  |
| -------- | ------- | ---------- | ------- |
| Úc       | ARIA    | Vàng       | 35,000  |
| Hoa Kỳ   | RIAA    | Vàng       | 500,000 |